# Lista siturilor arheologice din județul Hunedoara - U
Lista siturilor arheologice din județul Hunedoara - U conține toate siturile arheologice din județul Hunedoara înscrise în Repertoriul Arheologic Național (RAN) și aflate în localități al căror nume începe cu litera U. RAN este administrat de Ministerul Culturii și Patrimoniului Național și cuprinde date științifice, cartografice, topografice, imagini și planuri, precum și orice alte informații privitoare la zonele cu potențial arheologic, studiate sau nu, încă existente sau dispărute.
Puteți căuta un sit din localitățile care încep cu litera U folosind formularul de mai jos sau puteți naviga prin toate siturile din județ la Lista siturilor arheologice din județul Hunedoara.
| Cod RAN     | Denumire | Localitate                           | Adresă              | Datare        | Descoperit | Coordonate                                    | Imagine           | Erori            |
| ----------- | --- | ------------------------------------ | ------------------- | ------------- | ---------- | --------------------------------------------- | ----------------- | ---------------- |
| 87736.01.01 | Situl arheologic de la Uroi-Măgura Uroiului / ansamblu anonim (Categorie: locuire civilă) (Tip: Așezare)                    | sat Uroi, oraș Simeria               | Măgura Uroiului     | Turdaș        | 2001       | 46°N 23°E / 46°N 23°E                         | Încărcați imagine | Raportați eroare |
| 87736.01.02 | Situl arheologic de la Uroi-Măgura Uroiului / ansamblu anonim (Categorie: locuire civilă) (Tip: Așezare)                    | sat Uroi, oraș Simeria               | Măgura Uroiului     | Petrești      | 2001       | 46°N 23°E / 46°N 23°E                         | Încărcați imagine | Raportați eroare |
| 87736.01.03 | Situl arheologic de la Uroi-Măgura Uroiului / ansamblu anonim (Categorie: locuire civilă) (Tip: Locuință)                   | sat Uroi, oraș Simeria               | Măgura Uroiului     | Coțofeni      | 2001       | 46°N 23°E / 46°N 23°E                         | Încărcați imagine | Raportați eroare |
| 87736.01.04 | Situl arheologic de la Uroi-Măgura Uroiului / ansamblu anonim (Categorie: locuire civilă) (Tip: Locuință)                   | sat Uroi, oraș Simeria               | Măgura Uroiului     |               | 2001       | 46°N 23°E / 46°N 23°E                         | Încărcați imagine | Raportați eroare |
| 87736.01.05 | Situl arheologic de la Uroi-Măgura Uroiului / ansamblu anonim (Categorie: locuire civilă) (Tip: Așezare)                    | sat Uroi, oraș Simeria               | Măgura Uroiului     | Wietenberg    | 2001       | 46°N 23°E / 46°N 23°E                         | Încărcați imagine | Raportați eroare |
| 87736.01.06 | Situl arheologic de la Uroi-Măgura Uroiului / ansamblu anonim (Categorie: locuire civilă) (Tip: Așezare)                    | sat Uroi, oraș Simeria               | Măgura Uroiului     |               | 2001       | 46°N 23°E / 46°N 23°E                         | Încărcați imagine | Raportați eroare |
| 90654.01.01 | Așezarea eneolitică de la Uric - Peștera / ansamblu anonim (Categorie: locuire civilă) (Tip: Locuire în peșteră)            | sat Uric, comuna Pui                 | Peștera             |               |            |                                               | Încărcați imagine | Raportați eroare |
| 91740.01.01 | Locuirea neolitică de la Unirea - "Obreje" / ansamblu anonim (Categorie: locuire civilă) (Tip: Locuire)                     | sat Unirea, comuna General Berthelot | Obreje              | Turdaș        |            | 45°36′47″N 22°54′12″E / 45.61314°N 22.90325°E | Încărcați imagine | Raportați eroare |
| 90976.01.01 | Biserica ortodoxă medievală de la Unciuc / ansamblu anonim (Categorie: locuire) (Tip: Biserică)                             | sat Unciuc, comuna Râu de Mori       |                     | sec. XV - XVI |            |                                               | Încărcați imagine | Raportați eroare |
| 87148.01.01 | Așezarea de epocă romană de la Uricani / ansamblu anonim (Categorie: locuire) (Tip: Așezare)                                | oraș Uricani                         |                     |               |            |                                               | Încărcați imagine | Raportați eroare |
| 87148.02.01 | Mina de aur medievală de la Uricani / ansamblu anonim (Categorie: exploatare/carieră) (Tip: mină de aur)                    | oraș Uricani                         |                     |               |            |                                               | Încărcați imagine | Raportați eroare |
| 87736.02.01 | Valul de pământ de la Uroi - Dealul Uroiului / ansamblu anonim(Corabia Mică) (Categorie: fortificație) (Tip: Val de pământ) | sat Uroi, oraș Simeria               | Dealul Uroiului     |               |            |                                               | Încărcați imagine | Raportați eroare |
| 87736.03.01 | Așezarea de epoca bronzului de la Uroi - Terasa I / ansamblu anonim (Categorie: locuire) (Tip: Așezare)                     | sat Uroi, oraș Simeria               | Terasa I            | Wietenberg    |            |                                               | Încărcați imagine | Raportați eroare |
| 87736.03.02 | Așezarea de epoca bronzului de la Uroi - Terasa I / ansamblu anonim (Categorie: locuire) (Tip: Așezare)                     | sat Uroi, oraș Simeria               | Terasa I            | Otomani       |            |                                               | Încărcați imagine | Raportați eroare |
| 87736.04.01 | Așezare neolitică de la Uroi / ansamblu anonim (Categorie: locuire) (Tip: Așezare)                                          | sat Uroi, oraș Simeria               |                     | Turdaș        |            |                                               | Încărcați imagine | Raportați eroare |
| 87736.04.02 | Așezare neolitică de la Uroi / ansamblu anonim (Categorie: locuire) (Tip: Așezare)                                          | sat Uroi, oraș Simeria               |                     | Petrești      |            |                                               | Încărcați imagine | Raportați eroare |
| 87736.05.01 | Așezarea dacică de la Uroi - Terasa III / ansamblu anonim (Categorie: locuire) (Tip: Așezare)                               | sat Uroi, oraș Simeria               | Terasa III          | dacică        |            |                                               | Încărcați imagine | Raportați eroare |
| 87736.06.01 | Situl arheologic de la Uroi - Dealul Uroi / ansamblu anonim (Categorie: exploatare/carieră) (Tip: carieră)                  | sat Uroi, oraș Simeria               | Dealul Uroi         | dacica        |            |                                               | Încărcați imagine | Raportați eroare |
| 87736.06.02 | Situl arheologic de la Uroi - Dealul Uroi / ansamblu anonim (Categorie: exploatare/carieră) (Tip: Mină)                     | sat Uroi, oraș Simeria               | Dealul Uroi         |               |            |                                               | Încărcați imagine | Raportați eroare |
| 87736.07.01 | Așezarea de epocă romană (Petrae) de la Uroi / ansamblu anonim (Categorie: locuire) (Tip: Așezare)                          | sat Uroi, oraș Simeria               |                     |               |            |                                               | Încărcați imagine | Raportați eroare |
| 87736.08.01 | Așezarea de epocă romană de la Uroi / ansamblu anonim (Categorie: locuire) (Tip: Villa rustica)                             | sat Uroi, oraș Simeria               |                     |               |            |                                               | Încărcați imagine | Raportați eroare |
| 87736.08.02 | Așezarea de epocă romană de la Uroi / ansamblu anonim (Categorie: locuire) (Tip: Mormânt de incinerație)                    | sat Uroi, oraș Simeria               |                     |               |            |                                               | Încărcați imagine | Raportați eroare |
| 88528.01.01 | Situl arheologic de la Ursici - Mesteacăn / ansamblu anonim (Categorie: locuire) (Tip: Așezare)                             | sat Ursici, comuna Boșorod           | Mesteacăn           |               |            |                                               | Încărcați imagine | Raportați eroare |
| 88528.01.02 | Situl arheologic de la Ursici - Mesteacăn / ansamblu anonim (Categorie: locuire) (Tip: Așezare)                             | sat Ursici, comuna Boșorod           | Mesteacăn           | dacică        |            |                                               | Încărcați imagine | Raportați eroare |
| 88528.02.01 | Așezare de epocă dacică de la Ursici - Grădina lui Muntean / ansamblu anonim (Categorie: locuire) (Tip: locuința)           | sat Ursici, comuna Boșorod           | Grădina lui Muntean | dacică        |            |                                               | Încărcați imagine | Raportați eroare |
| 91740.02.01 | Villa rustica de la Unirea - Dealul Mangop / ansamblu anonim (Categorie: locuire civilă) (Tip: Villa rustica)               | sat Unirea, comuna General Berthelot | Dealul Mangop       |               |            | 45°38′18″N 22°52′40″E / 45.63831°N 22.87766°E | Încărcați imagine | Raportați eroare |